# Белохвостый фаэтон

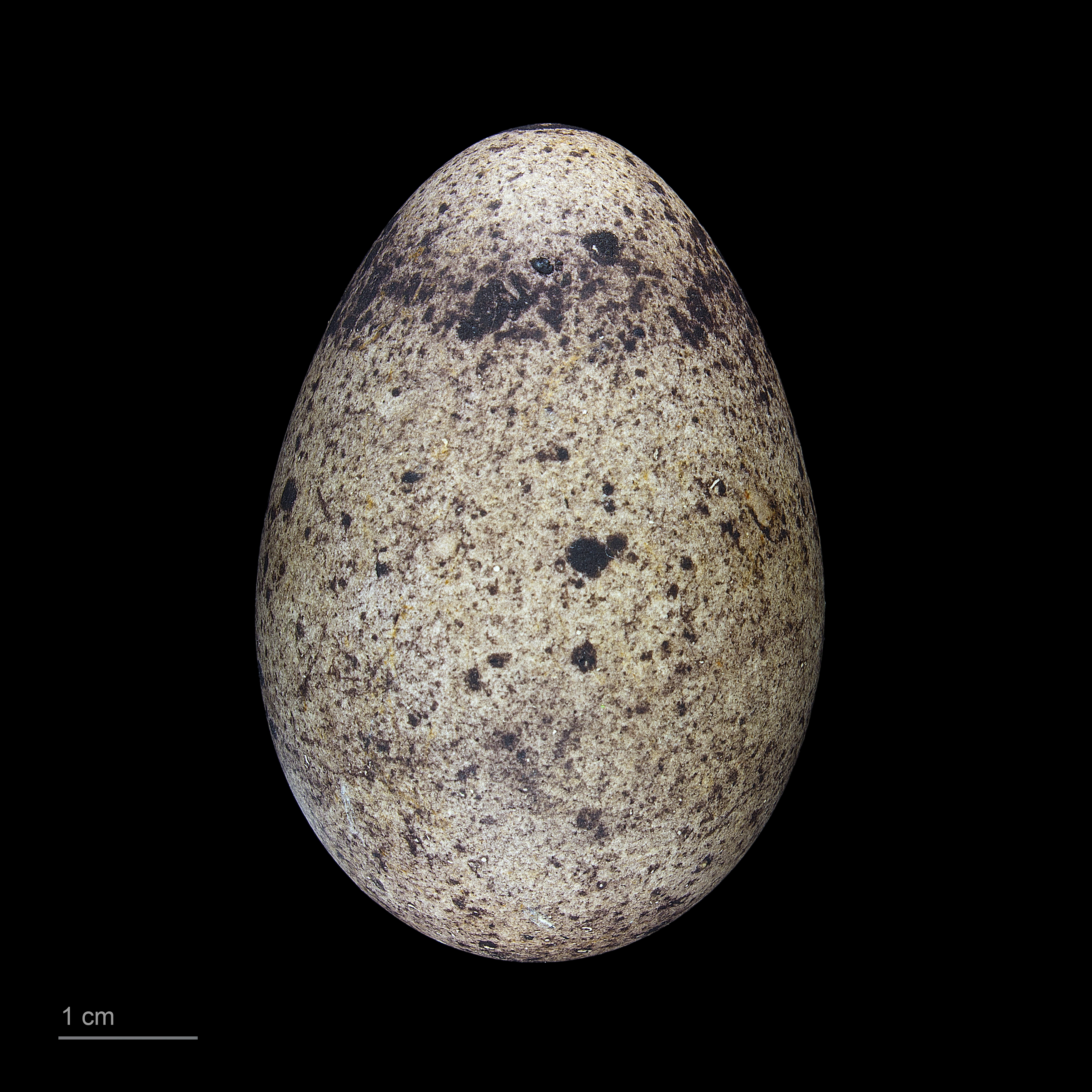
яйцо Phaethon lepturus — Тулузский музеум

Белохвостый фаэтон (лат. Phaethon lepturus) — самый маленький из трёх видов фаэтонов. Как и другие представители рода, большую часть жизни проводит в субтропических и тропических широтах океанов, возвращаясь на сушу лишь ради размножения.

## Описание
Взрослый белохвостый фаэтон — стройная, преимущественно белая птица, длиной 71-80 см, включая очень длинные центральные перья хвоста, которые удваивают её общую длину. Размах крыльев составляет 89-96 см. У птицы крайняя часть крыла на тыльной поверхности чёрная, чёрный маскообразный окрас вокруг глаз и клюв от оранжево-желтого до оранжево-красного. Цвет клюва, чисто белая спина и чёрная полоса крыла отличают этот вид от красноклювого фаэтона. Призыв звучит как высокое «кее-кее-крррт-кррт-кррт».
Половой диморфизм выражен слабо: у самцов в среднем хвост длиннее, но у молодых особей отсутствуют хвостовые ленты, у них зелёно-жёлтый клюв и частые тонкие полосы на спине.

## Распространение
Встречается в субтропических и тропических широтах Атлантики, Индийского океана, центральной и западной части Тихого океана. Вне периода размножения отдаёт предпочтение пелагической, глубоководной части океана. При этом в сравнении с другими видами фаэтонов в поисках корма чаще появляется на мелководных участках недалеко от суши. Гнездится на островах, в основном на труднодоступных скалах, реже в пустотах деревьев. На Острове Рождества устраивает гнёзда на конусообразных терриконах заброшенных рудников фосфата.

## Питание
Основу рациона составляют летучие и кормящиеся у поверхности воды рыбы, а также летающие кальмары. При случае кормится ракообразными, в первую очередь крабами. Соотношение кормов пластичное: например, в районе Сейшельских островов превалирует рыба. Размер добычи, как правило, варьирует от 4 до 12 см, масса от 3 до 79 г. Охотится в сумерках, ныряя с высоты до 20 метров, либо ловит жертву в полёте. Нередко сопровождает стаи тунцов и охотится на вспугнутые ими организмы, в этом случае часто образует смешанные группы вместе с использующими аналогичную тактику буревестниками, крачками и олушами. Добычу проглатывает сразу, в клюве не переносит. В период размножения кормится на расстоянии до 89 км от гнезда.

## Размножение
В 4 года птица впервые прилетает на побережье тропических островов для гнездования. Спаривание, которое может проходить на протяжении всего года, начинается синхронизируемыми полётами токования. Единственное яйцо птица откладывает на голую землю или в углубление между корнями дерева или скалами. Обе родительских птицы высиживают яйцо примерно 40 дней.

## Подвиды
Различают 6 подвидов:
- P. l. lepturus — Индийский океан
- P. l. fulvus — Остров Рождества
- P. l. dorotheae — тропический Тихий океан
- P. l. catesbyi — Бермудские острова и Вест-Индия
- P. l. ascensionis — Остров Вознесения
- P. l. europae— остров Европа, юг Мозамбика

## Охрана

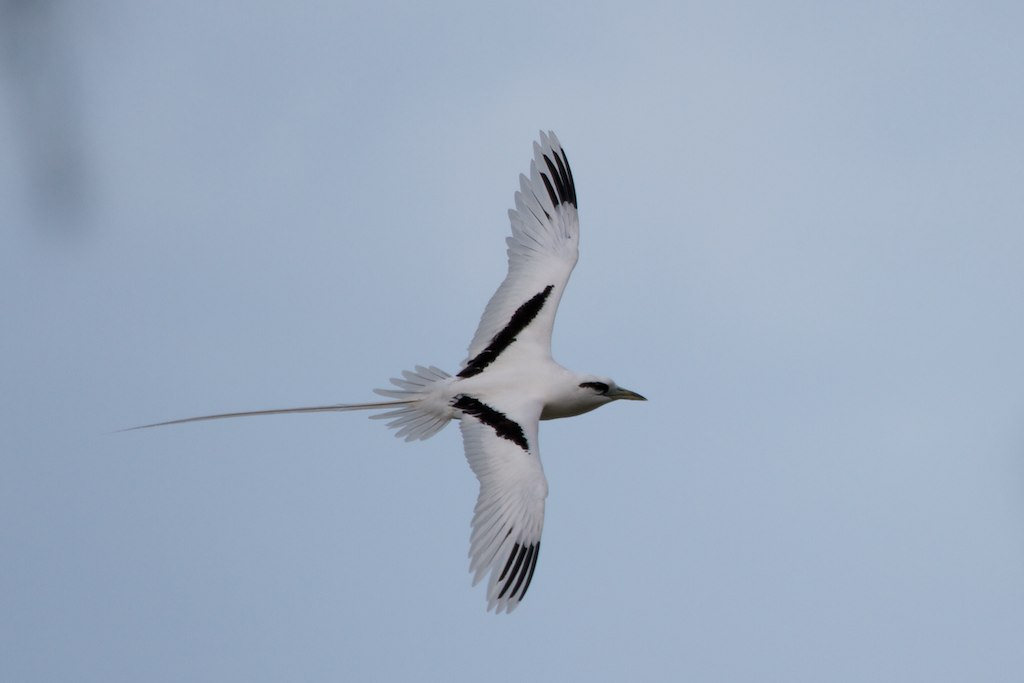
Полёт над Мидуэй

Точные размеры популяции неизвестны. В Мексике он не подпадает ни под одну категорию охраны, и никаких конкретных программ сохранения этих тропических птиц не известно. Тем не менее, этот вид встречается в различных программах сохранения как американская водоплавающая птица. Рекомендуется проводить исследования жизни этого вида в море, а также проводить мониторинг гнездящихся колоний. Во всем мире он считается видом, вызывающим наименьшее беспокойство.

## В культуре
Древние жители чаморро называли белохвостого фаэтона утак или итаком и верили, что когда он кричит над домом, это означает, что кто-то скоро умрет или что незамужняя девушка беременна. Рыбаки чаморро находили косяки рыб, наблюдая за фаэтонами.